# 佩纳福蒂
佩纳福蒂（葡萄牙語：Penaforte）是巴西塞阿拉州的一个市镇。总面积190.428平方公里，总人口7694人，人口密度40.4人/平方公里。